# Mycosphaerella citri
Mycosphaerella citri är en svampart som beskrevs av Whiteside 1972. Mycosphaerella citri ingår i släktet Mycosphaerella och familjen Mycosphaerellaceae.   Inga underarter finns listade i Catalogue of Life.